# سجن سواقة
مركز اصلاح وتأهيل سواقة أو سجن سواقة هو أحد مراكز الإصلاح والتأهيل الأردنية التابعة لإدارة مراكز الإصلاح والتأهيل في مديرية الأمن العام، يقع بمنطقة سواقة التابعة للواء الجيزة على بعد 70 كم جنوبي العاصمة الأردنية عمّان ويعد أكبر مركز إصلاح وتأهيل في الأردن.
بُني المركز عام 1988، وتبلغ مساحته 900 دونم. وبحسب تصريحات في أكتوبر 2017، فإن المركز يضّم 15 جناحًا، وعدد غرف (98)، وعدد أسرة (2160)، ووصلت طاقته الاستيعابية إلى 2154 نزيلا، يحوي مهاجع يتسع كل منها ما بين 40-50 نزيلا، كذلك مشاغل وصالات طعام، وملاعب ومكتبة ومدرسة ومساجد وغيرها، ويستقبل المحكومين وليس الموقوفين إلا في حالات نادرة.
شهد المركز عددًا من أحداث الشغب من قبل السجناء، من بينها ما وقع في مارس 2006، أبريل 2008، وأكتوبر 2017.